# Voleibol nos Jogos da Lusofonia de 2006 - Masculino
O torneio masculino do voleibol nos Jogos da Lusofonia de 2006 ocorreu no Pavilhão IPM. A disputa aconteceu em fase única no sistema todos-contra-todos, com as três equipes se enfrentando em turno único. As duas mais bem colocadas disputaram o ouro.

## Medalhistas
| Ouro   | Portugal |
| Prata  | Macau    |
| Bronze | Índia    |

## Resultados
| Equipe   | Pts | J | V | D | PF | PS |
| -------- | --- | - | - | - | -- | -- |
| Portugal | 6   | 2 | 2 | 0 | 6  | 0  |
| Macau    | 3   | 2 | 1 | 1 | 3  | 5  |
| Índia    | 0   | 2 | 0 | 2 | 2  | 6  |

| Portugal | 3 - 0 | Índia    |
| Macau    | 3 - 2 | Índia    |
| Macau    | 0 - 3 | Portugal |

### Final
|  | Portugal | 3 - 0 | Macau |  |
|  |          |       |       |  |